# Polycyrtus carmenae
Polycyrtus carmenae là một loài tò vò trong họ Ichneumonidae.